# SK Tatran Poštorná
SK Tatran Poštorná byl český fotbalový klub z Břeclavi-Poštorné, hrající naposled IV. třídu skupina A – Břeclav. Klub byl založen v roce 1930. Jeho největším úspěchem byl pobyt ve 2. lize v letech 1995 až 2000, a zde bylo jeho vrcholem 3. místo v úvodní sezóně 1995/96. Předsedou a majitelem klubu byl v té době místní podnikatel Rudolf Baránek.
V roce 2005 klub po vleklé finanční i výsledkové krizi a sestupu z MSFL skončil v konkurzu a jeho areál převzal rivalský břeclavský klub MSK Břeclav (původní Slovan). Na fotbalovou scénu se Tatran vrátil opět v sezóně 2008/09 a v roce 2009 se přihlásil do IV. třídy skupina A – Břeclav. Svá domácí utkání hrál v obci Ladná nedaleko Břeclavi. Klub definitivně zanikl v roce 2012 po sloučení do Sokolu Ladná.
V Poštorné se konalo finále 33. (posledního) ročníku Československého poháru (1992/93), které se zde hrálo v neděli 6. června 1993 před 6 000 diváky (1. FC Košice – AC Sparta Praha 5:1).

## Historické názvy
Zdroj:
- 1930 – SK Poštorná (Sportovní klub Poštorná)
- 1949 – JTO Sokol Poštorná (Jednotná tělovýchovná organisace Sokol Poštorná)
- 1951 – ZSJ Sokol TODOZA Poštorná (Závodní sokolská jednota Sokol Továrna dopravního zařízení Poštorná)
- 1952 – ZSJ Spartak Poštorná (Závodní sokolská jednota Spartak Poštorná)
- 1953 – DSO Baník Poštorná (Dobrovolná sportovní organisace Baník Poštorná)
- 1959 – TJ Tatran Poštorná (Tělovýchovná jednota Tatran Poštorná)
- 1962 – TJ Tatran PKZ Poštorná (Tělovýchovná jednota Poštorenské keramické závody Tatran Poštorná)
- 1988 – TJ Tatran Fosfa Poštorná (Tělovýchovná jednota Tatran Fosfa Poštorná)
- 1992 – FC Tatran Poštorná (Football Club Tatran Poštorná)
- 1999 – SK Tatran Poštorná (Sportovní klub Tatran Poštorná)

## Umístění v jednotlivých sezonách
Legenda: Z – zápasy, V – výhry, R – remízy, P – porážky, VG – vstřelené góly, OG – obdržené góly, +/− – rozdíl skóre, B – body, červené podbarvení – sestup, zelené podbarvení – postup, fialové podbarvení – reorganizace, změna skupiny či soutěže
| Československo (1945–1993)                                                 |                                         |        |    |    |    |    |    |    |     |    |        |
| Sezóny                                                                     | Liga                                    | Úroveň | Z  | V  | R  | P  | VG | OG | +/− | B  | Pozice |
| 1945/46                                                                    | I. B třída BZMŽF – III. okrsek          | 4      | 26 | …  | …  | …  | …  | …  | …   |    |        |
| 1946/47                                                                    | II. třída BZMŽF – V. okrsek, oddělení A | 5      | 12 | 10 | 0  | 2  | 56 | 29 | +27 | 20 | 1.     |
| 1947/48                                                                    | I. B třída BZMŽF – IV. okrsek           | 4      |    | …  | …  | …  | …  | …  | …   |    |        |
| 1948                                                                       | I. B třída ZMŽF – okrsek IV             | 5      | 10 | 8  | 0  | 2  | 32 | 19 | +13 | 16 | 1.     |
| 1949                                                                       | I. B třída Brněnského kraje             | 4      | 26 | 14 | 5  | 7  | 81 | 58 | +23 | 33 | 4.     |
| …                                                                          |                                         |        |    |    |    |    |    |    |     |    |        |
| 1954                                                                       | Okresní přebor Břeclavska               | 5      | 22 | 8  | 4  | 10 | 62 | 66 | −4  | 20 | 8.     |
| 1955                                                                       | Okresní přebor Břeclavska               | 6      | 22 | 18 | 2  | 2  | 98 | 19 | +79 | 38 | 1.     |
| 1956                                                                       | II. třída Brněnského kraje – sk. D      | 6      | 22 | 16 | 2  | 4  | 58 | 27 | +31 | 34 | 1.     |
| 1957/58                                                                    | I. B třída Brněnského kraje – sk. A     | 5      | 33 | 18 | 7  | 8  | 97 | 54 | +43 | 43 | 2.     |
| 1958/59                                                                    | I. B třída Brněnského kraje – sk. A     | 5      | 22 | 17 | 3  | 2  | 61 | 27 | +34 | 37 | 1.     |
| 1959/60                                                                    | I. A třída Brněnského kraje             | 4      | 22 | 4  | 6  | 12 | 31 | 44 | −13 | 14 | 11.    |
| 1960/61                                                                    | I. třída Jihomoravského kraje – sk. B   | 4      | 26 | 14 | 3  | 9  | 55 | 37 | +18 | 31 | 6.     |
| 1961/62                                                                    | I. třída Jihomoravského kraje – sk. B   | 4      | 26 | 16 | 6  | 4  | 56 | 34 | +18 | 38 | 1.     |
| 1962/63                                                                    | Jihomoravský krajský přebor             | 3      | 26 | 9  | 8  | 9  | 39 | 44 | −5  | 26 | 10.    |
| 1963/64                                                                    | Jihomoravský krajský přebor             | 3      | 26 | 9  | 2  | 15 | 32 | 42 | −10 | 20 | 11.    |
| 1964/65                                                                    | Jihomoravský krajský přebor             | 3      | 26 | 7  | 9  | 10 | 32 | 44 | −12 | 23 | 9.     |
| 1965/66                                                                    | Jihomoravský oblastní přebor            | 4      | 26 | 13 | 1  | 12 | 49 | 54 | −5  | 27 | 6.     |
| 1966/67                                                                    | Jihomoravský oblastní přebor            | 4      | 26 | 11 | 4  | 11 | 54 | 41 | +13 | 26 | 8.     |
| 1967/68                                                                    | Jihomoravský oblastní přebor            | 4      | 26 | 11 | 5  | 10 | 42 | 48 | −6  | 27 | 7.     |
| 1968/69                                                                    | Jihomoravský oblastní přebor            | 4      | 26 | 7  | 4  | 15 | 35 | 44 | −9  | 18 | 13.    |
| 1969/70                                                                    | Jihomoravský župní přebor               | 5      | 26 | 14 | 4  | 8  | 47 | 30 | +17 | 43 | 3.     |
| 1970/71                                                                    | Jihomoravský župní přebor               | 5      | 26 | 15 | 6  | 5  | 67 | 32 | +35 | 36 | 4.     |
| 1971/72                                                                    | Jihomoravský župní přebor               | 5      | 26 | 12 | 9  | 5  | 51 | 31 | +20 | 33 | 3.     |
| 1972/73                                                                    | Jihomoravský krajský přebor             | 5      | 30 | 15 | 5  | 10 | 51 | 36 | +15 | 35 | 2.     |
| 1973/74                                                                    | Jihomoravský krajský přebor             | 5      | 30 | 14 | 9  | 7  | 50 | 41 | +9  | 37 | 4.     |
| 1974/75                                                                    | Jihomoravský krajský přebor             | 5      | 30 | 14 | 5  | 11 | 50 | 39 | +11 | 33 | 4.     |
| 1975/76                                                                    | Jihomoravský krajský přebor             | 5      | 30 | 11 | 8  | 11 | 48 | 42 | +6  | 30 | 7.     |
| 1976/77                                                                    | Jihomoravský krajský přebor             | 5      | 30 | 18 | 6  | 6  | 60 | 38 | +22 | 42 | 1.     |
| 1977/78                                                                    | Divize D                                | 3      | 30 | 7  | 8  | 15 | 32 | 53 | −21 | 22 | 15.    |
| 1978/79                                                                    | Jihomoravský krajský přebor             | 4      | 30 | 18 | 8  | 4  | 54 | 25 | +29 | 44 | 1.     |
| 1979/80                                                                    | Divize D                                | 3      | 30 | 9  | 10 | 11 | 32 | 35 | −3  | 28 | 11.    |
| 1980/81                                                                    | Divize D                                | 3      | 30 | 10 | 7  | 13 | 34 | 46 | −12 | 27 | 9.     |
| 1981/82                                                                    | Divize D                                | 4      | 26 | 8  | 5  | 13 | 34 | 41 | −7  | 21 | 14.    |
| 1982/83                                                                    | Jihomoravský krajský přebor             | 5      | 30 | 19 | 7  | 4  | 69 | 26 | +43 | 45 | 1.     |
| 1983/84                                                                    | Divize D                                | 4      | 26 | 8  | 9  | 9  | 35 | 36 | −1  | 25 | 7.     |
| 1984/85                                                                    | Divize D                                | 4      | 30 | 13 | 8  | 9  | 43 | 36 | +7  | 34 | 4.     |
| 1985/86                                                                    | Divize D                                | 4      | 30 | 10 | 7  | 13 | 29 | 36 | −7  | 27 | 11.    |
| 1986/87                                                                    | Divize D                                | 4      | 30 | 9  | 8  | 13 | 34 | 50 | −16 | 26 | 13.    |
| 1987/88                                                                    | Divize D                                | 4      | 30 | 9  | 4  | 17 | 25 | 47 | −22 | 22 | 14.    |
| 1988/89                                                                    | Divize D                                | 4      | 30 | 11 | 5  | 14 | 43 | 52 | −9  | 27 | 13.    |
| 1989/90                                                                    | Divize D                                | 4      | 30 | 10 | 6  | 14 | 31 | 45 | −14 | 26 | 13.    |
| 1990/91                                                                    | Divize D                                | 4      | 30 | 9  | 7  | 14 | 40 | 50 | −10 | 25 | 13.    |
| 1991/92                                                                    | Divize D                                | 4      | 30 | 12 | 6  | 12 | 50 | 50 | 0   | 30 | 8.     |
| 1992/93                                                                    | Divize D                                | 4      | 30 | 18 | 8  | 4  | 51 | 25 | +26 | 44 | 3.     |
| Česko (1993–2012)                                                          |                                         |        |    |    |    |    |    |    |     |    |        |
| Sezóna                                                                     | Liga                                    | Úroveň | Z  | V  | R  | P  | VG | OG | +/− | B  | Pozice |
| 1993/94                                                                    | Moravskoslezská fotbalová liga          | 3      | 30 | 15 | 7  | 8  | 56 | 36 | +20 | 37 | 3.     |
| 1994/95                                                                    | Moravskoslezská fotbalová liga          | 3      | 30 | 19 | 7  | 4  | 56 | 27 | +29 | 64 | 2.     |
| 1995/96                                                                    | II. liga                                | 2      | 30 | 15 | 6  | 9  | 50 | 44 | +6  | 51 | 3.     |
| 1996/97                                                                    | II. liga                                | 2      | 30 | 9  | 7  | 14 | 35 | 45 | −10 | 34 | 13.    |
| 1997/98                                                                    | II. liga                                | 2      | 28 | 12 | 5  | 11 | 34 | 36 | −2  | 41 | 7.     |
| 1998/99                                                                    | II. liga                                | 2      | 30 | 9  | 7  | 14 | 31 | 41 | −10 | 34 | 11.    |
| 1999/00                                                                    | II. liga                                | 2      | 30 | 5  | 10 | 15 | 30 | 47 | −17 | 25 | 15.    |
| 2000/01                                                                    | Moravskoslezská fotbalová liga          | 3      | 30 | 17 | 4  | 9  | 48 | 33 | +15 | 55 | 3.     |
| 2001/02                                                                    | Moravskoslezská fotbalová liga          | 3      | 30 | 11 | 10 | 9  | 42 | 30 | +12 | 43 | 7.     |
| 2002/03                                                                    | Moravskoslezská fotbalová liga          | 3      | 30 | 10 | 7  | 13 | 29 | 54 | −25 | 31 | 14.    |
| 2003/04                                                                    | Moravskoslezská fotbalová liga          | 3      | 30 | 9  | 5  | 16 | 36 | 41 | −5  | 32 | 14.    |
| 2004/05                                                                    | Moravskoslezská fotbalová liga          | 3      | 30 | 4  | 5  | 21 | 27 | 84 | −57 | 17 | 16.    |
| Mezi lety 2005 – 2010 nebylo seniorské mužstvo přihlášeno v žádné soutěži. |                                         |        |    |    |    |    |    |    |     |    |        |
| 2009/10                                                                    | Základní třída Břeclavska – sk. A       | 10     | 22 | 10 | 8  | 4  | 57 | 27 | +30 | 38 | 4.     |
| 2010/11                                                                    | Základní třída Břeclavska – sk. A       | 10     | 28 | 8  | 5  | 15 | 39 | 73 | −34 | 29 | 11.    |
| 2011/12                                                                    | Základní třída Břeclavska – sk. A       | 10     | 22 | 8  | 2  | 12 | 36 | 73 | −37 | 26 | 8.     |

Poznámky:
- 1964/65: Po sezoně proběhla reorganizace nižších soutěží (konec krajů, návrat oblastí).
- 1968/69: Po sezoně proběhla celková reorganizace soutěží (mj. konec oblastí, návrat žup).
- 1969/70: V této sezoně byl zkoušen (a po sezoně zrušen) tento systém bodování – za vítězství rozdílem dvou a více branek se vítězi udělovaly 3 body, za vítězství o jednu branku 2 body, za bezbrankovou remízu nezískal bod ani jeden ze soupeřů, při jakékoli jiné remíze si soupeři rozdělili po bodu.
- 1971/72: Po sezoně proběhla reorganizace krajských soutěží (konec žup, návrat krajů).
- 1976/77: Po sezoně proběhla reorganizace nižších soutěží.
- 1980/81: Po sezóně byla provedena reorganizace nižších soutěží, Divize D je od sezóny 1981/82 jednou ze skupin 4. nejvyšší soutěže. Vzhledem ke zmiňované reorganizaci postoupila 4 mužstva, fakticky však hrála dále v jedné ze skupin 3. nejvyšší soutěže.
- 1992/93: Postoupilo taktéž vítězné mužstvo FC Boby Brno „B“.
- 1994/95: Postoupilo taktéž vítězné mužstvo FC Alfa Slušovice.
- 2004/05: Po sezóně došlo ke krachu Tatranu Poštorná, licence mužů byla prodána do Šardic, mužstva mládeže přešla pod Slovan Břeclav (postoupivším z Divize D 2004/05) který se v roce 2005 přejmenoval na MSK Břeclav, a byl nováčkem MSFL 2005/06.
- 2011/12: Po sezóně došlo ke sloučení Tatranu Poštorná do Sokolu Ladná, místo Tatranu nahradilo nově vzniklé B-mužstvo Sokolu Ladné.

## Pohár ČMFS (1993–2005)

### Střelci
- 1993/94 – (3): …
- 1994/95 – (10): Radek Šindelář (3), Karel Kulyk (2), Václav Dvořák (1), Marek Látal (1), František Myslík (1), Alfréd Vajaji (1), Miroslav Vaněk (1)
- 1995/96 – (5): Milan Kulyk (3), Václav Dvořák (1), Marek Látal (1)
- 1996/97 – (8): Radek Šindelář (4), Petr Bartes (1), František Myslík (1), Milan Strya (1), Martin Špinar (1)
- 1997/98 – (0)
- 1998/99 – (6): Petr Bartes (2), David Kříž (2), Vladimír Malár (1), Milan Strya (1)
- 1999/00 – (0)
- 2000/01 – (2): Martin Kalvoda (1), Josef Pekar (1)
- 2001/02 – (1): Luboš Knoflíček (1)
- 2002/03 – (3): Luboš Knoflíček (2), Josef Pekar (1)
- 2003/04 – (0)
- 2004/05 – (1): Lukáš Ráztočný (1)

## FC Tatran Poštorná „B“
FC Tatran Poštorná „B“ byl rezervním mužstvem Poštorné, které se pohybovalo v okresních a později krajských soutěžích. Po sezoně 1995/96 zaujalo místo B-mužstva Poštorné v I. B třídě B-mužstvo Velkých Pavlovic.

### Umístění v jednotlivých sezonách
Legenda: Z – zápasy, V – výhry, R – remízy, P – porážky, VG – vstřelené góly, OG – obdržené góly, +/− – rozdíl skóre, B – body, červené podbarvení – sestup, zelené podbarvení – postup, fialové podbarvení – reorganizace, změna skupiny či soutěže
| Československo (1972–1993) |                                              |        |    |    |   |    |    |    |     |    |        |
| Sezóna                     | Liga                                         | Úroveň | Z  | V  | R | P  | VG | OG | +/− | B  | Pozice |
| 1972/73                    | I. B třída Jihomoravského kraje – sk. B      | 7      | 26 | 7  | 9 | 10 | 39 | 42 | −3  | 23 | 11.    |
| 1973/74                    | I. B třída Jihomoravského kraje – sk. B      | 7      | 26 | 13 | 3 | 10 | 47 | 43 | +4  | 29 | 5.     |
| 1974/75                    | I. B třída Jihomoravského kraje – sk. B      | 7      | 26 | …  | … | …  | …  | …  | …   | 29 | 4.     |
| 1975/76                    | I. B třída Jihomoravského kraje – sk. B      | 7      | 26 | …  | … | …  | …  | …  | …   |    |        |
| 1976/77                    | I. B třída Jihomoravského kraje – sk. B      | 7      | 26 | …  | … | …  | …  | …  | …   |    |        |
| 1977/78                    | Okresní přebor Břeclavska                    | 7      | 26 | 13 | 5 | 8  | 58 | 47 | +11 | 31 | 2.     |
| 1978/79                    | Okresní přebor Břeclavska                    | 7      | 26 | …  | … | …  | …  | …  | …   |    | 1.     |
| 1979/80                    | I. B třída Jihomoravského kraje – sk. B      | 6      | 30 | …  | … | …  | …  | …  | …   |    | 1.     |
| 1980/81                    | I. A třída Jihomoravského kraje – sk. A      | 5      | 30 | 8  | 9 | 13 | 40 | 50 | −10 | 25 | 14.    |
| 1981/82                    | I. A třída Jihomoravského kraje – sk. A      | 6      | 30 | 11 | 5 | 14 | 34 | 42 | −8  | 27 | 11.    |
| 1982/83                    | I. A třída Jihomoravského kraje – sk. A      | 6      | 30 | 13 | 5 | 12 | 41 | 46 | −5  | 31 | 8.     |
| 1983/84                    | Jihomoravská krajská soutěž I. třídy – sk. B | 6      | 26 | …  | … | …  | …  | …  | …   |    |        |
| 1984/85                    | Jihomoravská krajská soutěž I. třídy – sk. B | 6      | 26 | 9  | 5 | 12 | 37 | 46 | −9  | 23 | 11.    |
| 1985/86                    | Jihomoravská krajská soutěž I. třídy – sk. B | 6      | 26 | 11 | 7 | 8  | 44 | 34 | +10 | 29 | 5.     |
| …                          |                                              |        |    |    |   |    |    |    |     |    |        |
| 1988/89                    | I. B třída Jihomoravského kraje – sk. C      | 7      | 26 | 10 | 5 | 11 | 43 | 38 | +5  | 25 | 8.     |
| …                          |                                              |        |    |    |   |    |    |    |     |    |        |
| 1990/91                    | I. B třída Jihomoravského kraje – sk. B      | 7      | 26 | 5  | 5 | 16 | 28 | 59 | −31 | 15 | 14.    |
| 1991/92                    | I. B třída Jihomoravské župy – sk. B         | 7      | 26 | 15 | 3 | 8  | 49 | 26 | +23 | 33 | 2.     |
| 1992/93                    | I. B třída Jihomoravské župy – sk. B         | 7      | 26 | 15 | 6 | 5  | 47 | 22 | +25 | 36 | 2.     |
| Česko (1993–1996)          |                                              |        |    |    |   |    |    |    |     |    |        |
| Sezóna                     | Liga                                         | Úroveň | Z  | V  | R | P  | VG | OG | +/− | B  | Pozice |
| 1993/94                    | I. A třída Jihomoravské župy – sk. A         | 6      | 26 | 7  | 9 | 10 | 34 | 37 | −3  | 23 | 8.     |
| 1994/95                    | I. B třída Jihomoravské župy – sk. B         | 7      | 26 | 14 | 2 | 10 | 55 | 28 | +27 | 44 | 3.     |
| 1995/96                    | I. B třída Jihomoravské župy – sk. C         | 7      | 26 | 15 | 5 | 6  | 73 | 38 | +35 | 50 | 2.     |

Poznámky:
- 1992/93: Postoupilo taktéž vítězné mužstvo FC Komín.[19]
- 1993/94: Po sezoně klub postoupil své místo v I. A třídě Jihomoravské župy – sk. A mužstvu TJ Slovan Břeclav, jehož místo v I. B třídě Jihomoravské župy – sk. B převzal pro ročník 1994/95.[20][22]